# Сальников, Валерий Александрович
Валерий Александрович Сальников (31 июля 1939, Николаев, Украинская ССР — 24 ноября 2013, Москва) — советский и российский футбольный тренер. Заслуженный тренер РСФСР (1989).

## Биография
Об игровой карьере сведений нет[уточнить].
В 1967 году начал работать тренером, войдя в тренерский штаб киселёвского «Шахтёра». В 1972 году работал начальником команды в «Кузбассе».
В 1977 году начал самостоятельную тренерскую карьеру, возглавив «Газовик» (Оренбург). В 1978—1979 годах работал главным тренером таганрогского «Торпедо», а в 1980 году возглавлял казанский «Рубин». С 1981 года работал в челябинском «Локомотиве» — сначала на административных должностях, а в 1983 году — главным тренером.
С 1986 по 1993 год тренировал ижевский «Зенит», под его руководством команда сыграла около 300 матчей. В 1988 году привёл команду к победе в Кубке РСФСР среди команд второй лиги.
Затем работал на руководящих должностях в ижевском клубе «Газовик-Газпром»/«СОЮЗ-Газпром» — вице-президентом (1996, 2000—2001) и президентом (1997—2000, 2002—2005). В январе-марте 1999 года одновременно исполнял обязанности главного тренера, команда в это время не сыграла ни одного матча. В 2007 и 2008 годах входил в тренерский штаб команды. Много лет входил в состав Совета Профессиональной футбольной лиги России.
С 2011 года до конца жизни работал спортивным директором ФК «Ижевск».
Скончался 24 ноября 2013 года на 75-м году жизни.